# فلاور کینگز

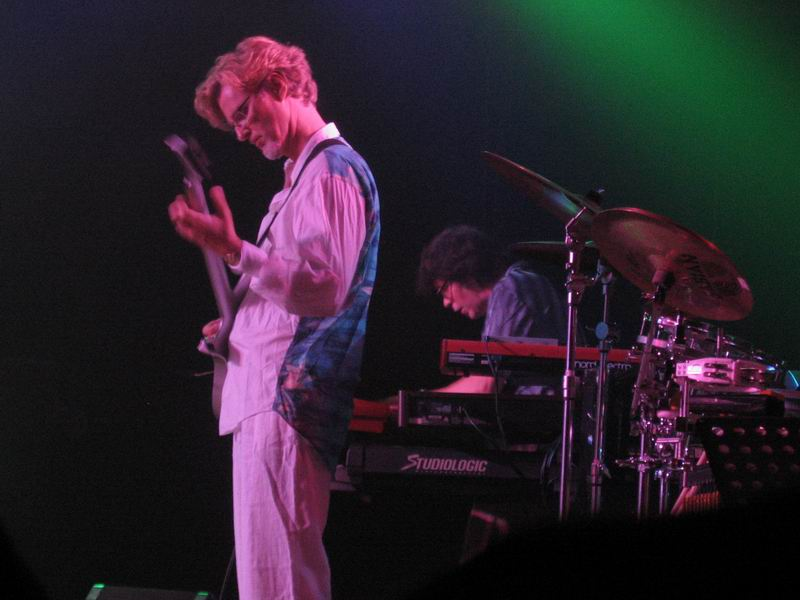
گروه فلاور کینگز

فلاور کینگز (انگلیسی: The Flower Kings) یک گروه موسیقی پراگرسیو راک سوئدی است که در سال ۱۹۹۴ توسط روین استولت (Roine Stolt) گیتاریست، خواننده و ترانه‌سرا پایه‌گذاری شد. این گروه در ابتدا به عنوان گروه تور همین شخص برای حمایت از سومین آلبوم شخصی‌اش به نام فلاور کینگ ایجاد شد.
این گروه بعد از تور این آلبوم هم به اجراهای خود ادامه دادند و به یکی از پرکارترین گروه‌های استودیویی پراگرسیو راک تبدیل شدند. وقتی به این گروه لقب «پرکار» را می‌دهیم، منظورمان بیش از ۲۰ ساعت موسیقی گنجانده‌شده در ۱۵ آلبوم استودیویی است.
موسیقی فلاور کینگز رگه‌هایی مشابه با گروه‌های ابتدایی سمفونیک پراگرسیو راک مانند یس را داراست که از جمله این ویژگی‌های مشترک می‌توان به تغییرات داینامیک نوآورانه، استفاده از پلی‌ریتم، تمرکز بالا روی بیس، اجرای تکنیک‌های هارمونیک خوانندگی، ترانه‌های پرمعنا و توصیف‌گرایانه و طول زیاد بسیاری از آهنگ‌های این گروه اشاره کرد.

## آهنگ شناسی

### آلبوم‌های استودیویی
- Back in the World of Adventures - سال ۱۹۹۵
- Retropolis - سال ۱۹۹۶
- Stardust We Are - سال ۱۹۹۷
- Flower Power - سال ۱۹۹۹
- Space Revolver - سال ۲۰۰۰
- The Rainmaker - سال ۲۰۰۱
- Unfold the Future - سال ۲۰۰۲
- Adam & Eve - سال ۲۰۰۴
- Paradox Hotel - سال ۲۰۰۶
- The Sum of No Evil - سال ۲۰۰۷
- Banks of Eden - سال ۲۰۱۲
- Desolation Rose - سال ۲۰۱۳
- Waiting for Miracles - سال ۲۰۱۹
- Islands - سال ۲۰۲۰
- By Royal Decree - سال ۲۰۲۲
- Look at You Now - سال ۲۰۲۳